# Fränkischer Hof (Bad Rappenau)

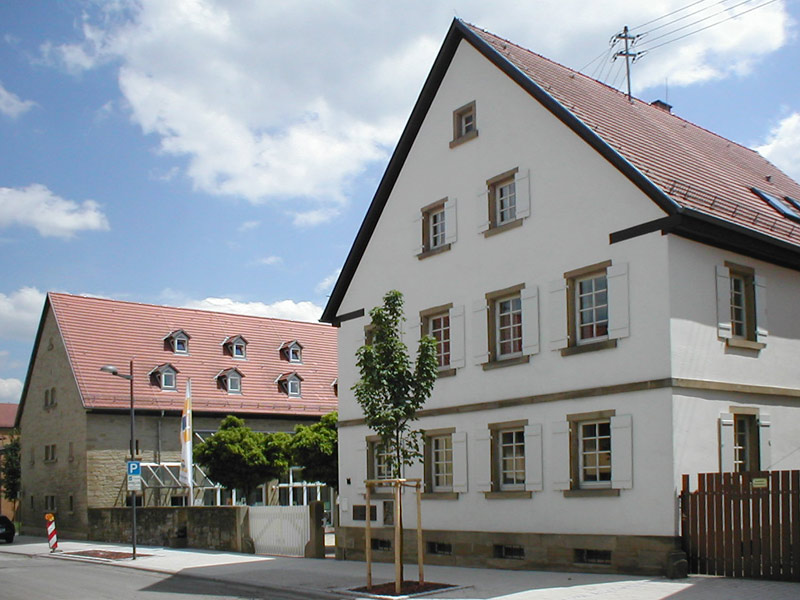
Fränkischer Hof in Bad Rappenau, 2007

Der Fränkische Hof in Bad Rappenau im Landkreis Heilbronn im nördlichen Baden-Württemberg ist ein historischer Mehrbauhof fränkischen Typs, der seit 1989 als Kulturhaus „Forum Fränkischer Hof“ das Museum Bad Rappenau mit Schwerpunkten auf Bodenfunden und der Geschichte von Kur und Saline Bad Rappenau sowie verschiedene Kultureinrichtungen wie die Bad Rappenauer Stadtbücherei, die örtliche Volkshochschule und eine Musikschule beheimatet.

## Geschichte
Der Hof wurde 1842 von Christian Schmutz und seiner Stiefmutter Magdalena Schmutz errichtet. Ihre Initialen und die Jahreszahl befinden sich über der Eingangstür des ehemaligen Wohnhauses. Die ehemalige Scheune wurde wenig später errichtet, sie ist zwischen ihren beiden Torbögen mit dem Baujahr 1849 bezeichnet. Die Bauform des Hofes als Mehrbauhof, bei dem Wohnhaus und Wirtschaftsgebäude räumlich getrennt sind, stellt in der Umgebung von Bad Rappenau eine Besonderheit dar, da dort zu jener Zeit ansonsten der Bautyp des Einheitshofs mit Stall und Wohnräumen unter einem Dach vorherrscht.
Der Bauherr Christian Schmutz entstammte einer Mennonitenfamilie, war langjähriger Pächter des den Freiherren von Gemmingen in Rappenau gehörenden Herrschaftsguts und außerdem Ältester und Prediger der Rappenauer Mennonitengemeinde. Er blieb unverheiratet, so dass das Anwesen nach seinem Tod 1872 an seine Halbgeschwister David und Katharina Schmutz kam. 1886 erwarb die Kaufmannswitwe Lena Herbst das Anwesen und veräußerte es 1889 an den Landwirt Martin Söhner. Nach fast 100 Jahren im Besitz der Familie Söhner erwarb die Gemeinde Bad Rappenau das inzwischen stark verfallene Anwesen im Jahr 1986 und eröffnete darin nach dreijähriger Sanierung 1989 ein Heimatmuseum sowie Räume für verschiedene Kultureinrichtungen. Zwischen ehemaligem Wohnhaus und ehemaliger Scheune wurde hierzu noch ein Verbindungstrakt neu errichtet.

## Heutige Nutzung
Die Keller des Anwesens sowie das Erdgeschoss des Neubaus beherbergen das Bad Rappenauer Heimatmuseum, das seine Schwerpunkte auf Bodenfunden sowie der Geschichte der Rappenauer Saline und des damit verbundenen Kurbetriebs hat. Der Neubau dient außerdem als Nutzfläche für Sonderausstellungen und Veranstaltungen. Die Stadtbücherei erstreckt sich über die drei oberen Stockwerke des ehemaligen Scheunengebäudes, während die Jugendmusikschule das Erdgeschoss des Gebäudes nutzt. Die Volkshochschule nutzt sechs Räume des ehemaligen Wohnhauses.